# Ongul-Insel
Die Ongul-Insel (japanisch 西オングル島 Nisi-Ongul Tô, deutsch ‚Westliche Ongul-Insel‘; englisch Ongul Island) ist eine Insel vor der Prinz-Harald-Küste des ostantarktischen Königin-Maud-Lands. Sie ist die größte Insel der Gruppe Flatvær und liegt auf der Ostseite der Einfahrt zur Lützow-Holm-Bucht.
Die Insel wurde 1946 von norwegischen Kartografen kartiert, nachdem diese Luftaufnahmen der Lars-Christensen-Expedition 1936/37 ausgewertet hatten. Die Benennung ist dem Umstand geschuldet, dass die Kartografen damals von einer Landverbindung dieser Insel mit der heute als Ost-Ongul-Insel bekannten Insel ausgingen, was ihr das Aussehen eines Angelhakens (norwegisch Ongul) gibt. Eine japanische Antarktisexpedition entdeckte jedoch im Jahr 1957 eine Meerenge zwischen der hier beschriebenen Insel und der Ost-Ongul-Insel.